# Elizaveta Petrovna Buturlina
Elizaveta Petrovna Buturlina, (in russo: Елизавета Петровна Дивова) (1762 – Mosca, 1813), è stata una nobildonna russa, damigella d'onore di Caterina II.

## Biografia
Figlia del conte Pëtr Aleksandrovič Buturlin e di Marija Romanova Voroncova, a sua volta figlia del conte Roman Vorontsov. Si ritiene che dalla madre, nota per le sue avventure all'estero, abbia ereditato il suo entusiasmo, la sua passione per la natura e l'amore per l'avventura. Servì come damigella d'onore alla corte di Caterina II.

## Matrimonio
Nel 1784, sposò il ciambellano Andrej Ivanovič Divov (1749-1814), molto più vecchio di lei. Ebbero tre figli:
- Pëtr (1785-1856)
- Aleksander (1788-?)
- Nicolaj (1792-1869)

Nella sua casa di San Pietroburgo, Elizaveta diede asilo a milioni di emigranti francesi. Nel 1798, con il pretesto della salute della moglie, l'intera famiglia andò a vivere all'estero. Hanno vissuto a Vienna,a Berlino e nel 1801 si stabilirono a Parigi, sugli Champs-Élysées. Fece amicizia con Joséphine Bonaparte.

## Morte
Morì nel 1813 nella sua casa di Mosca. L'anno dopo morì anche il marito.